# Eberhard Felz
Eberhard Felz (* 3. August 1938 in Stettin) ist ein deutscher Gebrauchsgrafiker.

## Leben und Werk
Die Familie von Felz wurde in der Folge des Zweiten Weltkriegs aus Westpommern vertrieben und kam in die Sowjetische Besatzungszone. Felz absolvierte eine Lehre als Theatermaler und besuchte bis zum Abitur 1959 die Arbeiter- und Bauernfakultät an der Ernst-Moritz-Arndt-Universität Greifswald. Von 1959 bis 1964 studierte er an der Kunsthochschule Berlin-Weißensee. Danach arbeitete er in Berlin als Grafiker bei der Zeitschrift Freie Welt und der Neuen Deutschen Bauernzeitung. Ab 1971 war er Erster Grafiker des Dietz-Verlags Berlin. Er war bis 1990 Mitglied des Verbands Bildender Künstler der DDR und wurde 1981 mit dem Orden Banner der Arbeit Stufe I geehrt.

## Publizierter Essay Felz‘
- Bücher aus dem Dietz Verlag. Zur buchkünstlerischen Gestaltung politischer Literatur. In: Marginalien, 1975, 59. Heft, S. 31–39 (mit Max Gebhard)

## Teilnahme an zentralen und wichtigen regionalen Ausstellungen in der DDR
- 1972/1973, 1977/1978 und 1987/1988: Dresden, VII., VIII. und X. Kunstausstellung der DDR
- 1979 und 1982: Berlin, Bezirkskunstausstellungen (Gebrauchsgrafik)